# Maxdo Centre
Maxdo Centre – wieżowiec w Szanghaju, w dystrykcie Changning, w Chińskiej Republice Ludowej, o wysokości 241 m. Budynek został otwarty w 2002, posiada 55 kondygnacji.